# Rosyjski Państwowy Uniwersytet Technologiczny im. K.E. Ciołkowskiego
Rosyjski Państwowy Uniwersytet Technologiczny im. K.E. Ciołkowskiego, ros. Российский государственный технологический университет имени К.Э. Циолковского (МАТИ) – rosyjska uczelnia typu akademickiego w Moskwie, istniejąca w latach 1932–2015 i kształcąca w dziedzinie nauk technicznych.
Uczelnia powstała w 1932 roku. Znajdowała się w historycznym budynku w zachodniej części Moskwy przy ul. Orszańskiej 3. Była państwową uczelnią typu akademickiego, kształcącą w systemach dziennym, dziennym-zaocznym i eksternistycznym.
Posiadała profile:
- silniki lotnicze i urządzenia energetyczne;
- wykorzystanie aparatów latających;
- marketing;
- menagement organizacji;
- projektowanie i technologia środków radioelektronicznych;
- projektowanie i technologia elektronicznych urządzeń obliczeniowych;
- silniki rakietowe;
- budowa rakiet;
- budowa samolotów i śmigłowców;
- ekonomia i zarządzanie (w oddziałach).

W uczelni istniała katedra wojskowa.
Filia uczelni znajdowała się w miejscowości Stupino koło Moskwy. W 2015 została przyłączona do Moskiewskiego Instytutu Lotnictwa.
Poprzednie nazwy uczelni w języku rosyjskim:
- do 1933: Дирижаблестроительный институт;
- do 1935: Дирижаблестроительный учебный комбинат (ДУК);
- do 1940: Московский дирижаблестроительный учебный комбинат имени К.Э.Циолковского;
- do 1973: Московский авиационный технологический институт (МАТИ);
- do 1993: Московский авиационный технологический институт имени К.Э.Циолковского;
- do 1996: Московский государственный авиационный технологический университет им. К.Э.Циолковского[1] .